# Cravolândia
Cravolândia là một đô thị thuộc bang Bahia, Brasil. Đô thị này có diện tích 159,645 km², dân số năm 2007 là 5036 người, mật độ 31,54 người/km².